# Christoph Meschenmoser
Christoph Meschenmoser (Duisburg, 29 juli 1983) is een Duits wielrenner. Hij werd in 2006 prof bij Skil-Shimano na in 2005 stage te hebben gelopen bij Team Gerolsteiner.

## Belangrijkste overwinningen
2001
- Wereldkampioen Achtervolging (baan), Junioren
- Duits kampioen individuele tijdrit op de weg, Junioren